# Il diavolo bianco (film 1947)
Il diavolo bianco è un film del 1947, diretto da Nunzio Malasomma tratto da un racconto di Tolstoj.

## Trama
Il governatore di una provincia caucasica opprime il popolo, ma una banda di ribelli capeggiati dal misterioso Diavolo Bianco riesce a tenergli testa.
Il capo dei ribelli è in realtà un giovane principe che si finge amico del governatore, ma anche inetto nei confronti della fidanzata. 
Alla resa dei conti riuscirà ad eliminare l'oppressore e riconquistare la ragazza.

## Produzione
Il film prodotto da Giulio e Olga Manenti, fu girato per gli interni negli studi Scalera di via della Circonvallazione Appia a Roma.